# Ghulam Raziq
Pour les articles homonymes, voir Raziq.
Ghulam Raziq, né le 11 novembre 1932 à Nathot et mort le 24 juin 1989 à Rawalpindi, est un athlète pakistanais, spécialiste du 110 mètres haies.

## Biographie
Il remporte la médaille d'or du 110 m haies lors des Jeux asiatiques de 1958 et 1966.
En 1962, il remporte le titre du 120 yards haies lors des Jeux de l'Empire britannique et du Commonwealth à Perth.
Il participe aux Jeux olympiques d'été de 1956, 1960 et 1964, sur 100 m, 110 m haies et 4 x 100 m, mais ne franchit pas le cap des séries.

## Palmarès
| Date | Compétition                                     | Lieu     | Résultat | Épreuve         | Temps   |
| ---- | ----------------------------------------------- | -------- | -------- | --------------- | ------- |
| 1958 | Jeux de l'Empire britannique et du Commonwealth | Cardiff  | 3e       | 120 yards haies | 14 s 3  |
| 1958 | Jeux asiatiques                                 | Tokyo    | 1er      | 110 m haies     | 14 s 4  |
| 1962 | Jeux de l'Empire britannique et du Commonwealth | Perth    | 1er      | 120 yards haies | 14 s 34 |
| 1962 | Jeux asiatiques                                 | Jakarta  | 2e       | 110 m haies     | 14 s 3  |
| 1966 | Jeux de l'Empire britannique et du Commonwealth | Kingston | 3e       | 120 yards haies | 14 s 3  |
| 1966 | Jeux asiatiques                                 | Bangkok  | 1er      | 110 m haies     | 14 s 4  |

## Records
| Épreuve     | Temps  | Lieu | Date |
| ----------- | ------ | ---- | ---- |
| 110 m haies | 13 s 9 |      | 1963 |